# Marble (Colorado)
Marble és una població dels Estats Units a l'estat de Colorado. Segons el cens del 2000 tenia 105 habitants.

## Demografia
Segons el cens del 2000, Marble tenia 105 habitants, 45 habitatges, i 27 famílies. La densitat de població era de 109,6 habitants per km².
Per edats la població es repartia de la següent manera: un 20% tenia menys de 18 anys, un 2,9% entre 18 i 24, un 27,6% entre 25 i 44, un 42,9% de 45 a 60 i un 6,7% 65 anys o més.
L'edat mediana era de 44 anys. Per cada 100 dones de 18 o més anys hi havia 133,3 homes.
La renda mediana per habitatge era de 46.094 $ i la renda mediana per família de 47.292 $. Els homes tenien una renda mediana de 29.375 $ mentre que les dones 20.000 $. La renda per capita de la població era de 18.509 $. Cap de les famílies i el 2,7% de la població estaven per davall del llindar de pobresa.

## Poblacions més properes
El següent diagrama mostra les poblacions més properes.